# Placide Colliard
Placide Colliard (* 2. Februar 1876 in Attalens; † 10. Februar 1920 in Freiburg) war ein Schweizer römisch-katholischer Geistlicher und Bischof von Lausanne-Genf.

## Leben
Er war der Sohn des Landwirts Pierre Colliard und dessen Ehefrau Marie-Madeleine geb. Grangier. Von 1892 bis 1897 besuchte Placide Colliard des Kollegiums St. Michael und 1897 bis 1901 das Diözesanseminar in Freiburg. Die Priesterweihe empfing er am 21. Juli 1901. Danach war er bis 1905 Vikar in Châtel-Saint-Denis. Von 1905 bis 1907 studierte er am französischen Seminar in Rom, wo er im kanonischen Recht promoviert wurde. 1907 wurde er Vikar in Vevey, 1908 Pfarrer in Le Locle, 1910 dann in Promasens. Placide Colliard wurde 1912 zum Generalvikar und Offizial des Bistums Lausanne und Genf ernannt.
Papst Benedikt XV. ernannte ihn am 6. Dezember 1915 zum Bischof von Lausanne und Genf. Die Bischofsweihe spendete ihm am 9. Januar des folgenden Jahres der Kardinalbischof von Sabina, Gaetano De Lai; Mitkonsekratoren waren Alfredo Peri-Morosini, Apostolischer Administrator von Lugano (Tessin), und Georg Schmid von Grüneck, Bischof von Chur.
Placide Colliard starb 1920 im Bischofsamt.